# Economia del Kazakhstan
El Kazakhstan, la més gran en extensió de les ex-repúbliques soviètiques, excloent Rússia, posseeix grans reserves de combustible fòssil i grans jaciments d'altres minerals i metalls, sent el país més productor del món. També té un important sector agrícola on hi destaquen la producció de gra i la cria de bestiar. El sector industrial del país és principalment centrat en l'extracció i processament dels recursos naturals.

## Història
El Kazakhstan va gaudir d'un creixement de dos dígits els anys 2000 i 2001, i del 8% o més per any entre 2002 i 2007 - gràcies en gran part al seu creixent sector d'energia, però també a la reforma econòmica, a les bones collites, i al creixement de la inversió estrangera -. El 2008 el creixement del PIB va caure al 2,4%, i va ser negatiu el 2009, a causa de les caigudes de preus del petroli i dels metalls, i a problemes en el sector bancari que van seguir la crisi financera global.
El 2013 la visita de Xi Jinping, el president de la República Popular de la Xina, amb motiu de la Iniciativa del Cinturó i Ruta de la Seda, generant des d'aleshores expectatives al Kazakhstan.
El 2014 l'economia es va ressentir per la caiguda dels preus del petroli del 2014.

## Agricultura
Quasi la mitat de les dones del país treballa en activitats agrícoles.
Un estudi fet el 2017 trobà que l'arròs cultivat a la Província de Khizilordà no presenta concentracions de cadmi, mercuri i plom perilloses amb relació a l'escàs consum d'aquest al país. El mateix estudi demostrà que no hi ha presència d'urani a l'arròs, sent analitzat el cultivat en zones pròximes a les mines d'urani.